# UGCA 86
UGCA 86 es una galaxia espiral magallánica que antes se pensó que era parte del Grupo Local, pero después de que se observaron las galaxias más brillantes en la galaxia, se supo que estaba ubicada en el grupo IC 342/Maffei. Se cree que UGCA 86 es una galaxia satélite de IC 342, sin embargo, la separación entre ambas galaxias es mayor en más del 50% de la distancia entre la Vía Láctea y las Nubes de Magallanes.